# 邢至康
邢至康（1930年3月—），上海松江人，中华人民共和国政治人物。汤季宏之妻。

## 生平
1946年至1949年，在上海市女子师范学校学习，任学生会宣传部部长、党支部书记，任苏州春荫小学、上海东明小学教师，在中共上海市委党校学习。中华人民共和国成立后，任上海市嵩山区第一中心小学教师、小教工委书记，中共嵩山区委宣传部干事、科长、副部长。1951年，曾任上海五反第一期工作队队长，1952年，任中共嵩山区委民主改革办公室主任。1955年至1966年，任中共上海市邑庙区委、南市区委教卫部部长，南洋中学代理党支部书记、党支部书记、校长。1966年至1972年，文化大革命中受迫害。1972年至1985年，任上海市徐汇区龙山中学教师，徐汇区教师进修学院中学组组长，中共徐汇区委宣传部副部长、部长，中共徐汇区委副书记、书记。1985年8月至1992年9月，任上海市妇联主任、党组书记。1992年9月至1993年6月，任上海市妇联主任。1993年6月至2001年2月，任上海市妇联巾帼园董事长。此外担任中共第十二届、十三届中央候补委员。